# حميت

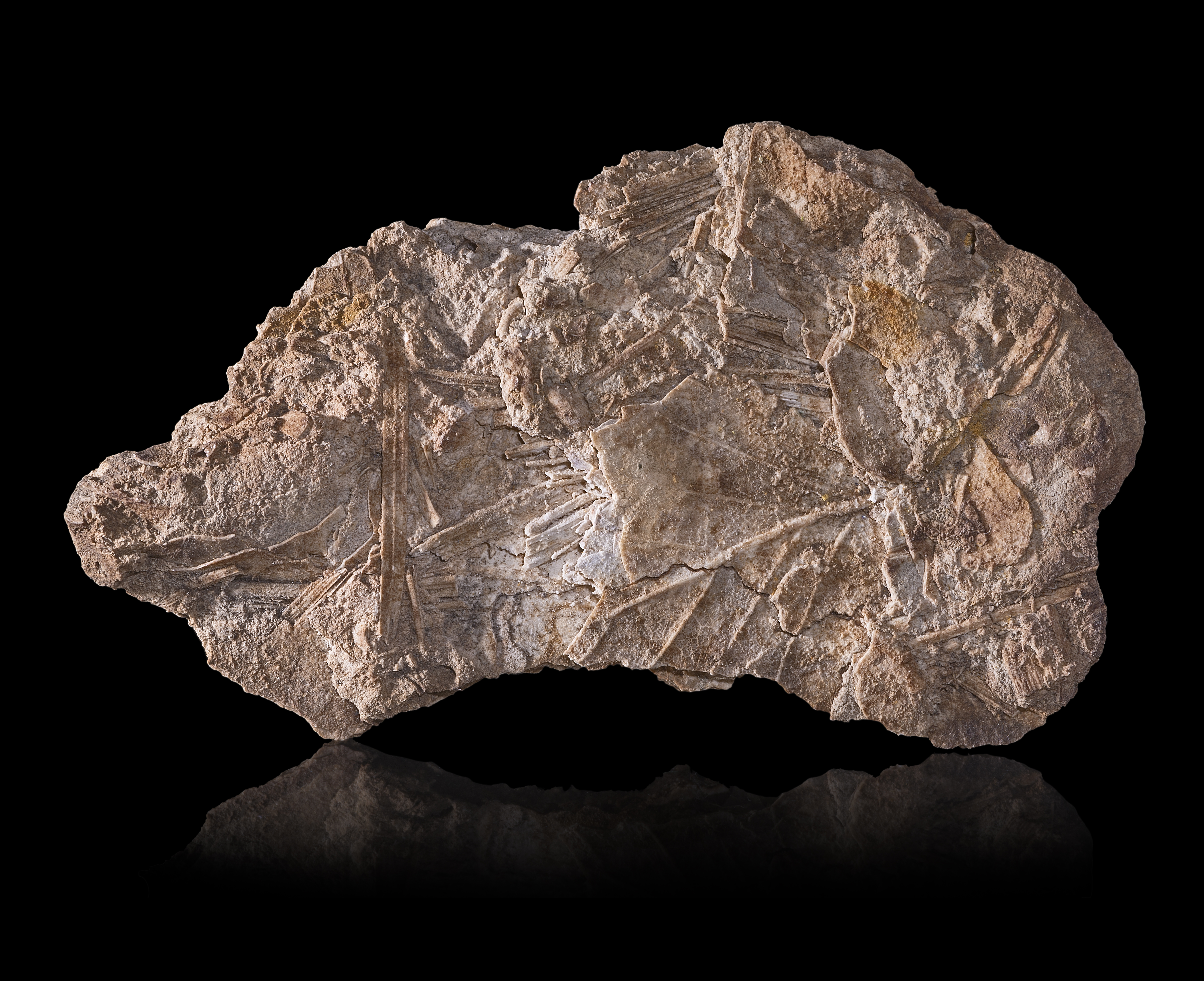
حميت من إسلندة

الحِمِّيت أو صخر الفوارة أو الجَيْزَريت هو شكل من أشكال ثنائي أكسيد السلكون الأوبالي التي توجد على شكل قشور أو طبقات حول الحمات والفوارات الحارة. الحميت مسامي بسبب السلكة التي تحيط بالعديد من التجاويف الصغيرة. 

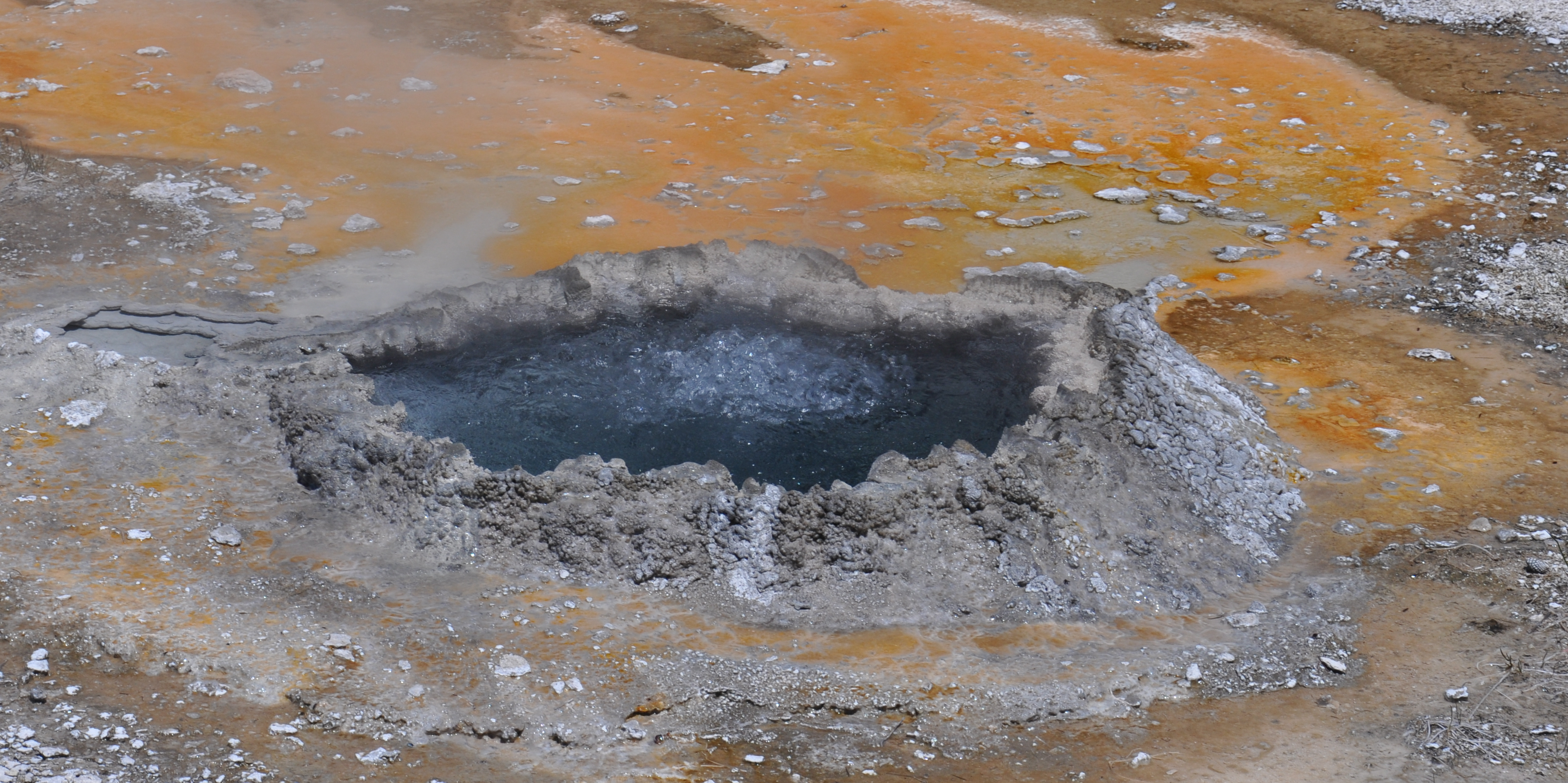
حوض فوارة حارة في منتزه الصخرة الصفراء الوطني